# Ейвері Воттс
Ейвері Аллан Воттс (англ. Avery Allan Watts; 17 жовтня 1981, Портленд, Орегон , США) - американський рок-музикант-мультиінструменталіст, продюсер, підприємець. Відомий як учасник однойменної панк-групи.

## Біографія
Ейвері Воттс народився 17 жовтня 1981 року в місті Портленд, штат Орегон в сім'ї австро-німецького походження. З дитинства він захоплювався екстремальним спортом і кінематографом. На вісімнадцятиріччя батьки подарували йому першу електрогітару. Через пів-року Ейвері зібрав свою панк-групу, назвавши її своїм ім'ям, тому що займав у ній лідируючу позицію: він писав тексти, створював музику і продюсував групу. У 2001 році група перебирається в Абботсфорд, (Британська Колумбія, Канада ), де підписується на лейбл LS Records. Тоді виходить і х перший альбом - A Town Punks. Після недовгих виступів в Канаді група переїжджає в Лос-Анжелес, де в 2003 році виходить другий альбом Seeing is Believing. На хвилі успіху група дає концерти, проте лише в межах рідного штату Орегон. У 2007 році група розпалася, і Воттс вирішив почати сольну кар'єру. У 2009 році на лейблі він випускає свій демо-міні-альбом The Takeover EP, що включає в себе 5 пісень. 10 жовтня 2011 року на лейблі Pulse Records виходить дебютний студійний альбом Воттса The Takeover. На альбомі також є багато інших музикантів, які виконують пісні разом з Воттсом. 11 листопада 2011 виходить інструментальна версія альбому під назвою Voiceless: Vol. 1. 

## Дискографія

### У складі гурту
- A Town Punks (2001)
- Seeing is Believing (2003)

### Сольна кар'єра
Студійні альбоми
- The Takeover (2011)

Міні-альбоми
- The Takeover EP (2009)

Інструментальні альбоми
- Voiceless: Vol. 1 (2011)

Сингли
- «A Cut Above (Remix)»
- «Our World»
- «Enough»
- «Right Now»